# Champion Stadium
Le Champion Stadium (anciennement nommé Cracker Jack Stadium et The Ballpark at Disney's Wide World of Sports) est un stade de baseball de 9 500 places situé dans le ESPN Wide World of Sports Complex du Walt Disney World Resort en Floride. Il fut ouvert en 1997 et abrite le camp d'entraînement de pré-saison des Braves d'Atlanta de la Ligue majeure de baseball. C'est le plus grand stade parmi les installations accueillant les matchs de préparation de la MLB. C'est aussi le domicile des Braves de la Côte du Golfe, club-école des Braves d'Atlanta évoluant dans la Ligue de la Côte du Golfe.
De 2000 à 2003, le stade a accueilli les Rays d'Orlando de la Southern League. En 2004, cette équipe a déménagé dans l'Alabama et fut renommée Biscuits de Montgomery.
En 2006, six rencontres du premier tour de la première édition de la Classique mondiale de baseball se sont jouées dans ce stade entre les équipes du Venezuela, de République dominicaine, d'Australie et d'Italie.
Le stade a accueilli ses premiers matchs de saison régulière de Ligue majeure de baseball du 15 au 17 mai 2007 lors d'une série de trois rencontres entre les Devil Rays de Tampa Bay et les Rangers du Texas qui ont attiré 26 917 spectateurs au total,,.
Le 31 octobre 2007, HanesBrands Inc., propriétaire de la marque Champion, signe un contrat avec The Walt Disney Company et obtient les droits de nommage du stade pour une durée de 10 ans.  Les Rays de Tampa Bay ont prévu de jouer une série de trois rencontres contre les Blue Jays de Toronto du 22 au 24 avril 2008.